# الجعدة (حجة)
الجعده هي إحدى قرى الجمهورية اليمنية. وهي تتبع جغرافيًا لمحافظة حجة. وإداريًا لمديرية ميدي. يبلغ تعداد سكانها 2076 نسمة حسب الإحصاء الذي جرى عام 2004.